# اندری فدتسکی
اندری فدتسکی (اوکراینی: Андрій Стефанович Федецький؛ ۵ اوت ۱۹۵۸ – ۲۳ اوت ۲۰۱۸) بازیکن فوتبال اهل اتحاد جماهیر شوروی سوسیالیستی بود.